# 艋舺溪
25°07′38″N 121°27′12″E / 25.12722°N 121.45333°E
艋舺溪，位於台灣新北市八里區龍源里的一條溪流，為淡水河的支流。該溪發源於占山東側的坪子頂，向東流至頂寮北側、龍米路一段（省道台15線）艋舺橋後，注入淡水河。艋舺溪口南側約500公尺處即為著名的關渡大橋。
艋舺溪名源於早年將獨木舟架於溪上當作橋用。在巴賽族語中，稱獨木舟為「艋舺」（Bangka）。